# Яблунівське
Яблуні́вське — село в Україні, у Прилуцькому районі Чернігівської області. Населення становить 0 осіб. Входить до складу Яблунівської сільської громади.

## Історія
Після 1781 року належало до Пирятинського повіту спочатку Чернигівского намісництва, а з часом до Полтавської губернії.
Було приписано до церкви у Яблунівці
У 1862 році на хуторі володарському Яблоні́вському було 14 дворів де жило 96 осіб
Найдавніше знаходження на мапах Шуберта 1869 року як хутір Коровник (24 двори).
У 1911 році на хуторі Яблоні́вському жило 17 осіб
До 2020 року орган місцевого самоврядування — Яблунівська сільська рада.

## Населення

### Мова
Розподіл населення за рідною мовою за даними перепису 2001 року:
| Мова       | Кількість | Відсоток |
| ---------- | --------- | -------- |
| українська | 22        | 100%     |